# 超傑交融
超傑交融是由索尼電腦娛樂日本工作室（SCE Japan Studio）開發、香港索尼電腦娛樂代理的PlayStation Portable角色扮演遊戲，由山崎修負責劇本，金田榮路擔任人物設定。於2007年2月15日率先發售中文版，預定2007年9月發售日文版。

## 故事
３年前，隨千年週期而飛來的伯多祿彗星悄然來訪。隨後，一部分的野生動物忽然出現變異，並變成凶暴的肉食「猛獸」，開始襲擊人類。

隨著這顆伯多祿彗星的通過而引發的突然變異被暱稱為「覺醒」。覺醒也在一部分的人類中發生了。

體力肌力反射神經等飛躍性成長，甚至得到本屬於未知領域之超能力的人們……他們被總稱為「超傑者」。

## 系統
遊戲採用3D人物2D背景。故事以章節方式推進，總共21章（還有１個序章，解釋故事的background）。介面採用與PSP介面相同的Cross Media Bar選單系統，使玩家容易上手。

## 角色
艾爾
能力：瞬間移動。出生在利柯村，幼年時眼看著父親被一位叫尤利斯的少年操縱的妖魔屠殺，所以立志成為猛獸獵人，到世界各地遊歷，為了找出尤利斯，為父報仇。在途中遇上雜技團的少女．蕾芙，因無意觸摸蕾芙的項鍊而覺醒。覺醒後一直追求力量，期望將尤利斯打敗。心中十分在意蕾芙。
蕾芙
能力：時間暫停。自小就失去雙親，與吉娜加入雜技團到世界各地表演。能自由操縱自然力元素，視吉娜為親人。希望以自身的力量營救被捉走的吉娜。
瑪麗安
能力：念力。身為札夫納的軍醫，卻是個「超傑者」。因讓長官感到畏懼，被調到多明諾斯特命上校底下，上校對瑪麗安說拉娜文明的力量能杜絕戰爭，命令她探索拉娜文明的遺產。在遺跡中發現不可思議的箱子，後來當中的紀骨成為生化工具。
但丁
能力：變身。是個泠靜機智的人，本為夏傑爾的「盧米埃爾」咖啡廳老闆。因夏傑爾被札夫納姆軍佔據，不願繼續受鎮壓，組織一支對抗他們的反抗軍。經常在行動前與女兒吵架，其實很愛護她。最後更為了阻止敵人的基地–烏拉諾斯中的人工太陽攻擊城鎮…
札斯
能力：透視。因被陷害殺死童年玩伴木藍而送入蓋爾霸多監獄，為了報仇，找尋殺害木藍的真兇手。在途中遇到反抗軍的尼克，更因此覺醒。

## 外部連結
- （繁體中文）PlayStation.com (Asia) 香港遊戲介紹網頁
- （繁體中文）PlayStation.com (Asia) 台灣遊戲介紹網頁
- （日語）日本官方網站 （页面存档备份，存于）